# Yeah 3x
«Yeah 3×» (pronounciado "Yeah tres veces" o "Yeah Yeah Yeah")  es una canción dance-pop interpretada por el cantante estadounidense Chris Brown. Fue escrita por Brown, Justin Franks, Kevin McCall, Amber Streeter y Richard Adam Wiles, y producida por DJ Frank E. La canción fue lanzada como el primer sencillo del cuarto álbum de estudio de Brown, F.A.M.E., el 25 de octubre de 2010. La canción contiene elementos de «I'm Not Alone» originalmente lanzada por Calvin Harris en 2009.
El video musical fue dirigido por Colin Tilley y filmado en los Estudios Universal.

## Posicionamiento en listas

### Semanales
| 2010–2011         |                         |    |
| Alemania          | Media Control Charts    | 7  |
| Australia         | Top 50 Singles          | 4  |
| Austria           | Ö3 Austria Top 40       | 10 |
| Bélgica (Flandes) | Ultratop 50             | 8  |
| Bélgica (Valonia) | Ultratop 40             | 12 |
| Canadá            | Canadian Hot 100        | 12 |
| Dinamarca         | Tracklisten             | 6  |
| Escocia           | Scottish Singles Top 40 | 5  |
| Eslovaquia        | Rádio Top 100           | 12 |
| Estados Unidos    | Billboard Hot 100       | 15 |
| Estados Unidos    | Pop Songs               | 7  |
| Estados Unidos    | Adult Pop Songs         | 33 |
| Estados Unidos    | Hot Dance Club Songs    | 30 |
| Francia           | SNEP Singles Chart      | 59 |
| Hungría           | Rádiós Top 40           | 8  |
| Irlanda           | Irish Singles Chart     | 8  |
| Japón             | Japan Hot 100           | 40 |
| Noruega           | VG-lista                | 11 |
| Nueva Zelanda     | Top 40 Singles          | 1  |
| Países Bajos      | Dutch Top 40            | 10 |
| Reino Unido       | UK Singles Chart        | 6  |
| Suecia            | Sverigetopplistan       | 12 |
| Suiza             | Schweizer Hitparade     | 7  |

### Certificaciones
| País          | Organismo certificador | Certificación | Simbolización | Ventas  | Ref.   |
| ------------- | ---------------------- | ------------- | ------------- | ------- | ------ |
| Alemania      | BVMI                   | Oro           | ●             | 150 000 | [ 10 ] |
| Australia     | ARIA                   | 5× Platino    | 5▲            | 350 000 | [ 11 ] |
| Austria       | IFPI Austria           | Oro           | ●             | 15 000  | [ 12 ] |
| Bélgica       | BEA                    | Oro           | ●             | 15 000  | [ 13 ] |
| Dinamarca     | IFPI Dinamarca         | Oro           | ●             | 15 000  | [ 14 ] |
| Japón         | RIAJ                   | Oro           | ●             | 100 000 | [ 15 ] |
| Nueva Zelanda | RIANZ                  | Platino       | ▲             | 15 000  | [ 16 ] |
| Noruega       | IFPI Noruega           | 5× Platino    | 5▲            | 50 000  | [ 17 ] |
| Reino Unido   | BPI                    | Oro           | ●             | 400 000 | [ 18 ] |
| Suecia        | IFPI Suecia            | 2× Platino    | 2▲            | 80 000  | [ 19 ] |
| Suiza         | IFPI Suiza             | Platino       | ▲             | 30 000  | [ 20 ] |

| Predecesor: "Grenade" de Bruno Mars | Top 40 Singles — Sencillo n.º 1 10 de enero de 2011 — 17 de enero de 2011 | Sucesor: "Hold It Against Me" de Britney Spears |